# Gastroskopi
Gastroskopi, også kaldet kikkertundersøgelse, er en endoskopisk undersøgelse af mavesæk og tarme hos en patient. Til undersøgelsen anvendes et gastroskop; en tyndt bøjeligt instrument på tykkelse med en lillefinger, som er forsynet med optik og lys, og som føres gennem munden ned i spiserøret. 
Undersøgelsen gennemføres ofte ved lidelser som f.eks. mavesår, mavekatar, kræft i mavesækken, spiserørs -brok, spiserørbetændelse og andre problemer i svælget og den øverste del af maven. Undersøgelsen kan også gennemføres i tolvfingertarmen. Patienten er lokalbedøvet under gastroskopien, der kun varer mellem 5 og 20 minutter. Kun ganske sjældent anvendes narkose.

## Notater
1. ↑  Sundhed.dk, Gastroskopi

| Lægevidenskab | Spire Denne artikel om lægevidenskab er en spire som bør udbygges. Du er velkommen til at hjælpe Wikipedia ved at udvide den. |